# Cà dại hoa vàng
Cà dại hoa vàng (danh pháp khoa học: Argemone mexicana) là một loài thực vật có hoa trong họ Anh túc. Loài này được L. mô tả khoa học đầu tiên năm 1753.
Cây thảo, cao 0,60-1,10m. Cành phân nhánh nhiều, thân màu xanh sẫm, nhẵn bóng, trên thân có gai thưa. Lá mọc cách, gần như không cuống, phiến xẻ sâu, dài 7–15 cm. Lá có màu xanh sẫm, gân màu trắng. Mép lá có gai nhọn.
Hoa đơn độc, cuống màu xanh, gai nhỏ. Thân, cuống lá, cuống hoa có mủ trắng. Hoa màu vàng tươi, đài có 2-3 thùy màu xanh, có 4-6 cánh hoa, màu vàng. Quả nang, ngắn, khi chín mở ở đỉnh, hạt nhiều, nhỏ.
Toàn thân có độc.

## Hình ảnh

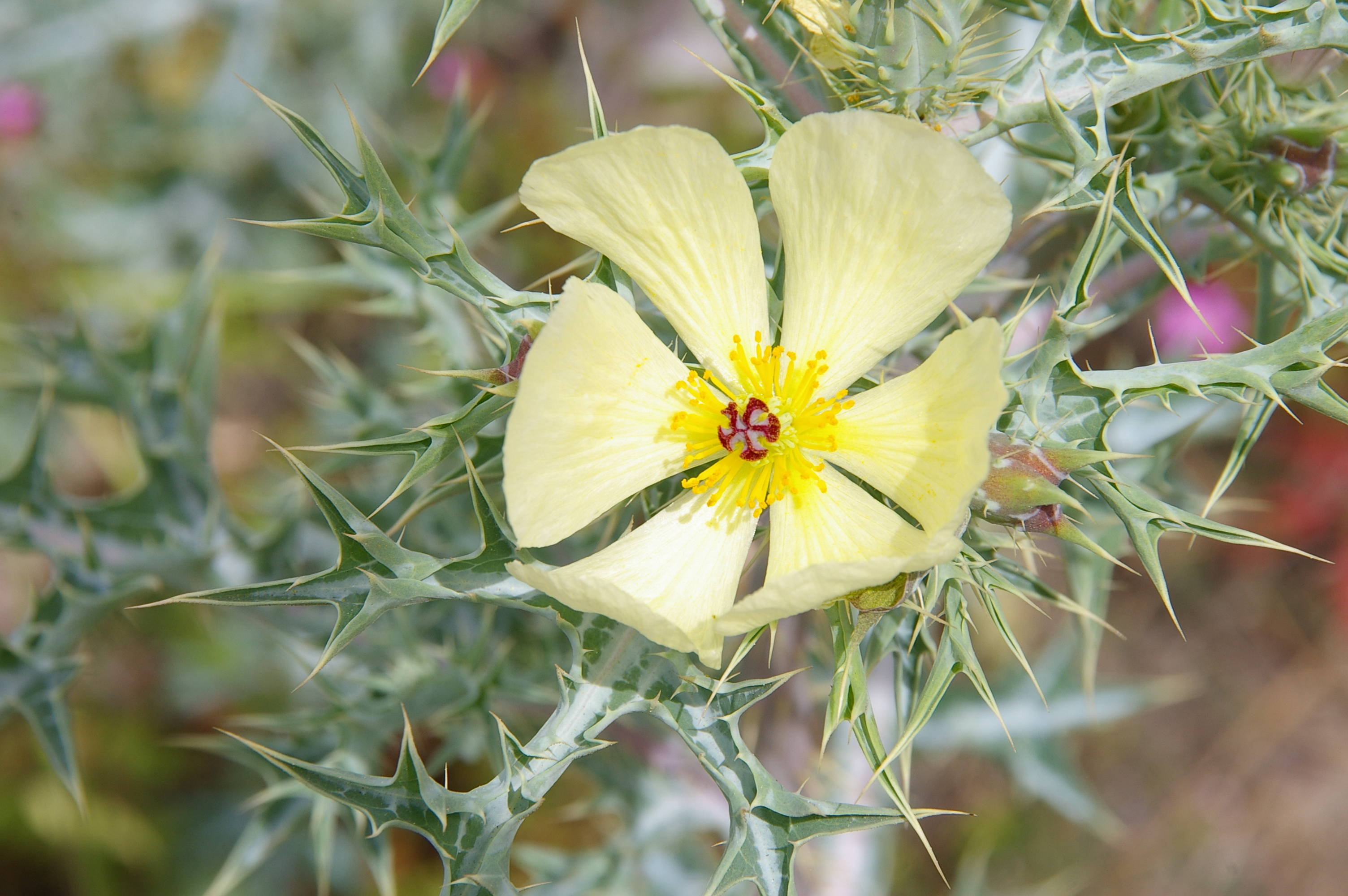
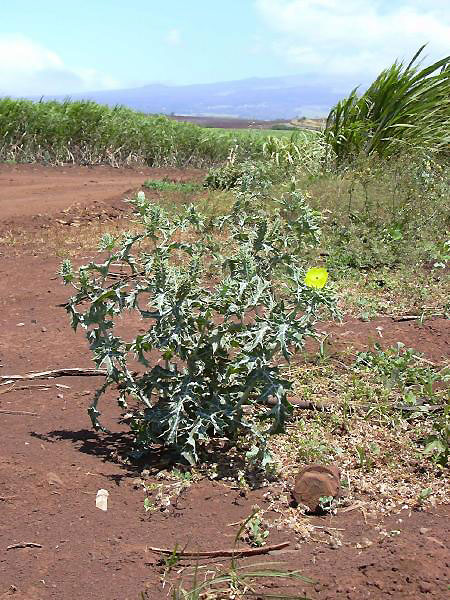
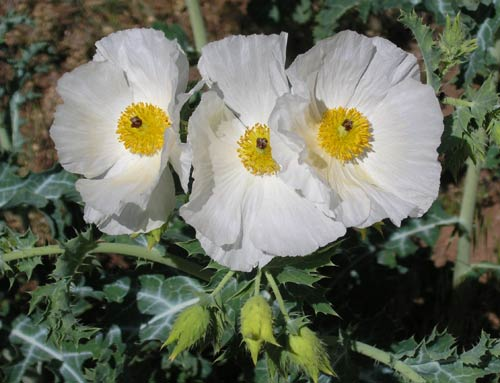
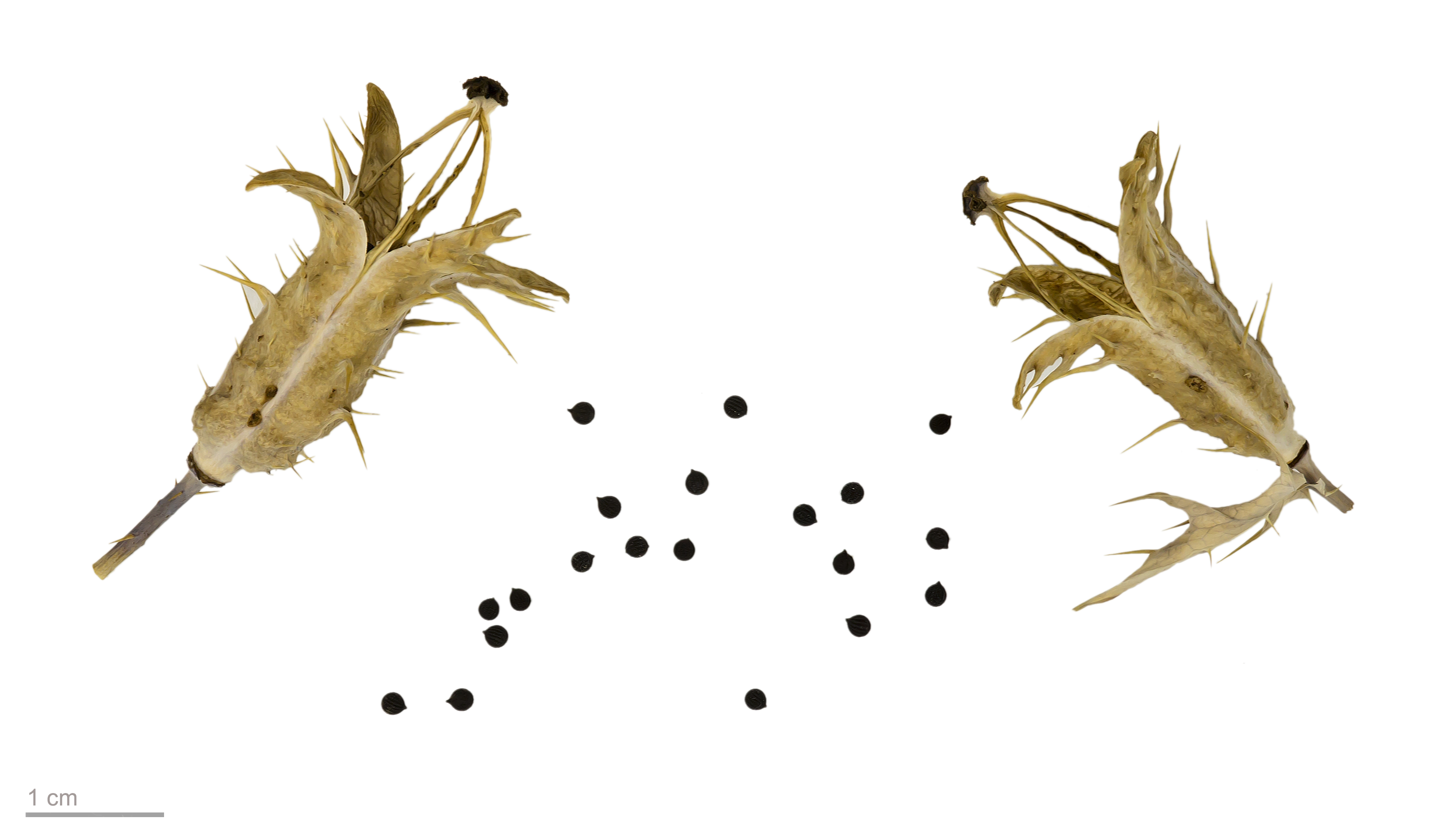
Argemone mexicana - Museum specimen